# Madrid Barajas Airport People Mover
| Madrid Barajas Airport People Mover                                                                    |                                                    |              |              |
| Streckenlänge:                                                                                         | 2,7 km                                             |              |              |
| Streckengeschwindigkeit:                                                                               | 60 km/h                                            |              |              |
| |                                                    |              |              |
| Fahrzeit:                                                                                              | etwa 3 min                                         |              |              |
| Anzahl der Gleise:                                                                                     | Zweigleisig                                        |              |              |
| Stromversorgung:                                                                                       | über zwei Mittelschienen                           |              |              |
| Fahrgäste:                                                                                             | 27.400 im Mittel pro Tag 10,0 Mio. pro Jahr (2012) |              |              |
| Inbetriebnahme:                                                                                        | Dezember 2005                                      |              |              |
| Betreiber:                                                                                             | Bombardier Transportation                          |              |              |
| \| \| 0,0 \| Terminal T4 \| Terminal T4 \| \| \| \| \| \| \| \| 2,7 \| Satellit T4S \| Satellit T4S \| |                                                    |              |              |
| U-Bahn-Kopfbahnhof Streckenanfang (im Tunnel)                                                          | 0,0                                                | Terminal T4  | Terminal T4  |
| U-Bahn-Strecke (im Tunnel)                                                                             |                                                    |              |              |
| U-Bahn-Kopfbahnhof Streckenende (im Tunnel)                                                            | 2,7                                                | Satellit T4S | Satellit T4S |

Der Madrid Barajas Airport People Mover ist ein 2,7 km langes fahrerloses Transportsystem zwischen Terminal T4 und dem Satelliten T4S des Flughafens Madrid-Barajas.

## Geschichte
Es handelt sich um das erste fahrerlose Transportsystem in Spanien und das längste auf einem europäischen Flughafen. Bombardier ist der Betreiber des unterirdisch gebauten Systems, einschließlich Konzeption, Bau, Betrieb und Wartung.
An den Bahnsteigen verhindern Bahnsteigtüren, dass Fahrgäste auf die Fahrspur gelangen oder nicht allgemein zugängliche Bereiche betreten. Zum Einsatz kommen Fahrzeuge vom Typ Bombardier Innovia APM 100. Sie fahren ähnlich wie Busse mit luftgefüllten gummibereiften Rädern auf einer Betonfahrbahn, in deren Mitte eine Führungseinrichtung mit zwei Stromschienen für die Zu- und Ableitung des Fahrstromes montiert sind.
Die Gebäude des 2006 in Betrieb genommenen Flughafenneubaus dienen mit Terminal T4 dem Schengen- und mit dem Satelliten T4S vor allem dem Nicht-Schengen-Luftverkehr. Sie sind aufgrund des Luftverkehrs baulich voneinander getrennt. Sie sind durch einen Tunnel verbunden, der die Start- und Landebahn unterquert. Der Tunnel hat zwei Stockwerke mit jeweils drei Kammern. Im oberen Tunnel verläuft auf einer Breite von 13 m der Airport People Mover und rechts und links davon gibt es Fahrspuren für autorisierte Kraftfahrzeuge. Das untere Stockwerk des Tunnels ist dem automatischen Gepäcktransport vorbehalten.
Der Betrieb wurde 2006 bei Inbetriebnahme des neuen Terminals aufgenommen und hatte eine durchschnittliche Verfügbarkeit von 99,8 %. Im Dezember 2012 unterzeichneten Bombardier Transportation und AENA Aeropuertos Españoles S.A. einen 10-Jahres-Vertrag im Wert von etwa 41 Mio. €, um den Betrieb wie bisher weiterzuführen.